# آیت بازا
آیت بازا (به فرانسوی: Ait Bazza) یک منطقهٔ مسکونی در مراکش است که در فاس بولمان واقع شده‌است.

## خصوصیات
آیت بازا ۳٬۴۸۰ نفر جمعیت دارد.